# ロジャーズ・センター
ロジャーズ・センター（英: Rogers Centre）は、カナダのオンタリオ州トロントに所在する世界初の可動式屋根付き多目的スタジアム。トロント・ブルージェイズ（MLB）のホームスタジアムでもある。また大規模な国際会議、展示会、コンサートなどの会場としても使用されている。1989年に開場した当初は市民からの公募を経てスカイドーム（SkyDome）と命名されたが、2004年11月にロジャーズ・コミュニケーションズによる買収に伴い、2005年2月から「ロジャーズ・センター」に名称を変更した。

## 概要

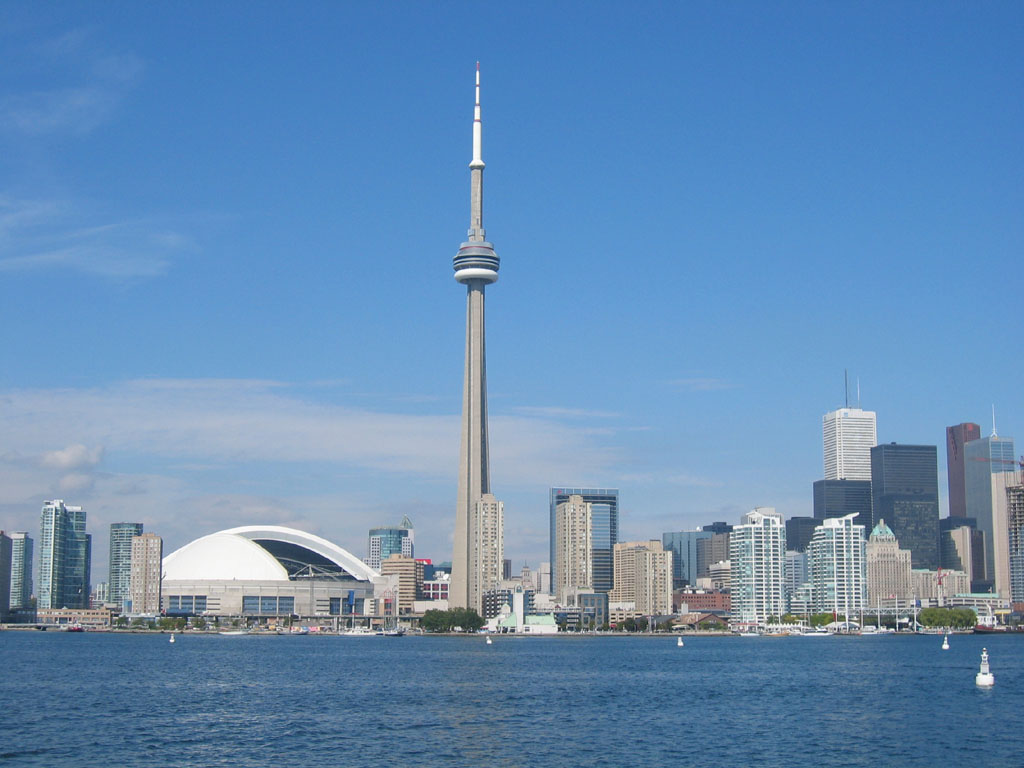
CNタワーの左の丸屋根の建物がロジャーズ・センター。

ロジャーズ・センターは、世界初の可動式屋根付きスタジアムである。3.2ヘクタールを覆うことができる屋根は4枚から構成されており、総重量は約1万1000トン。このうち3枚が残りの1枚に向かって移動することによって屋根の開閉が行われる。屋根の開閉に要する時間は20分で、電気代は1度につき約10カナダドル。収容人数は野球時で50,516人、フットボール時で53,506人である。
ロジャーズ・センターの目玉が巨大画面の「ジャンボトロン」で、その大きさは縦10m横35mにわたり、かつては世界最大を誇った。このジャンボトロンにより、いくつかの映像イベントも開催されている。
ロジャーズ・センターには、ホテル（ルネッサンス・ホテル）も併設されており、ホテルの部屋から試合観戦することができる。1989年にホテルから観戦中の宿泊客が、淫らな行為を始めだして他の観客の注目を浴び「退場処分」となったこともある。また、ロベルト・アロマーはブルージェイズ在籍時、このホテルを住まいとしていた。その他、かつてはバー「ハードロックカフェ」もスタジアムに設置されていた。
また、スタジアムはカーテンで仕切ることでコンサート会場にもなる。仕切り方により、小劇場（5000-7000人収容）、コンサートホール（旧称：スカイテント。10,000-25,000人収容）とすることができる。
試合後には全座席が8時間かけて洗浄される。

## 歴史
旧称スカイドームは1986年4月に起工、約3年の工期の後、1989年5月に完工した。設計はロッド・ロビー（Rod Robbie）とマイケル・アレン（Michael Allen）が行い、トロントのエリス＝ドン建設（Ellis-Don Construction）が建設工事を施工した。建設費用は総計約6億カナダドルにのぼり、費用はカナダ政府、オンタリオ州政府及び30社からなる企業連合体が負担した。名目上は多目的スタジアムとして計画されたが、実際には、トロント・ブルージェイズが新球場を必要としていた事が、スカイドーム建設の決め手となった（1989年までブルージェイズは手狭で老朽化したエキシビション・スタジアムを本拠としていた）。
スカイドームのこけら落としは1989年6月5日、5万数千人を集めて客席は満員にふくれあがったものの、ホームのトロント・ブルージェイズはミルウォーキー・ブルワーズに 3 - 5 で敗れた。しかし、その後のブルージェイズが好成績を収めたこと（1989年地区優勝、1991年リーグ優勝、1992年・1993年ワールドシリーズ優勝）と当時最先端だった斬新な施設の相乗効果で、スカイドームは1991年にシーズン観客数400万人以上を集めたメジャーリーグ初のスタジアムとなった（その後1993年まで400万人以上を継続した）。このようにスカイドーム最初の5年は成功したスタジアムとしての評価を受けていた。
こうした華やかな話題の一方で、スカイドーム建設に出資した30社の企業連合体が、巨額の債務に苦しみ続けており、多数の観客を集めていた1990年代初期でさえ、政府から巨額の資金援助を受けていた。1990年代中盤からは、ブルージェイズの不振もあって資金回収が滞っていき、企業連合体によるスカイドーム運営会社は1998年にとうとう経営破綻してしまった。その後、スカイドームの経営は、アメリカ・シカゴの投資グループ、スポーツコ・インターナショナル（Sportsco International）が一旦継承することとなった。
2004年秋、ブルージェイズの親会社であるロジャーズ・コミュニケーションズが、スポーツコ・インターナショナルからスカイドームを買収した。買収金額は、建設費用の5%に満たないわずか2,500万カナダドルに過ぎなかった。
2005年2月、ロジャーズ・コミュニケーションズが3年契約でスカイドームからロジャーズ・センターへ名称変更することを発表した。この名称変更には、スカイドームの名称に愛着を持つトロント市民・報道陣を中心に批判の声があがり、その後も「スカイドーム」と頑なに呼び続ける人々も存在する。しかし、買収後のロジャーズの動きは積極的で、最新技術による大型ビデオボードの更新やフィールドターフと呼ばれる天然芝に近い人工芝の敷設など、スタジアムの魅力の再構築に努めている。
2005年5月には、CFLのトロント・アルゴノーツとの間でロジャーズ・センターを以後15年使用する合意がなされた。これにより、アルゴノーツは2020年までロジャーズ・センターを本拠とする事になるが、アルゴノーツ側は5年ごとに契約更新するかどうかのオプションが与えられている。同時にアルゴノーツは、ヨーク大学に建設中の新スタジアムへ移転しないことも発表した。しかしその後、アルゴノーツは2015年のメイプルリーフ・スポーツ&エンタテーメント（MLSE）とベル・カナダ共同での買収に伴い、2016年より本拠地をBMOフィールドに移転した。
なお、1989年の開場当時からトロント・ブルージェイズ及びトロント・アルゴノーツのホームスタジアムとして使用された他、1995年に創設されたトロント・ラプターズ（NBA）も1999年までスカイドームを本拠としていた。
2008年以降、NFLのバッファロー・ビルズの公式戦を年間1試合程度開催することが発表された。
2010年から巻き取り可能な天然芝に近い人工芝、アストロターフ・ゲームデイグラス3Dに張り替えられた。
2012年2月、ロジャーズ・センターの天然芝化が検討されていることが明らかになった。
2015年2月、ブルージェイズのポール・ビーストン（Paul Beeston）球団社長から、2018年シーズンより、ロジャーズ・センターは天然芝化される旨が発表された。しかし、2017年に天然芝化を断念したことが明らかになった。
2020年11月27日、トロントのダウンタウン再開発計画の一部としてロジャーズ・センターを取り壊し、新球場の建設を検討していることが報じられた。現存の施設の南側と隣接する駐車場の部分に新球場を建設し、北側は居住棟、オフィス棟、小売り施設、公共スペースに生まれ変わるという。また、もしもロジャースセンター跡地への建設計画が頓挫した場合は、湖に面した土地に新球場を建てる案も検討中だという。

## フィールドの特徴
2022年までは左右対称だったが、2023年からは改修工事でいびつな形状になっている。
右中間と左中間があまり深くなく、本塁打が出やすい。パークファクターでは、毎年のようにリーグワーストを争っている。
以前から天然芝導入を検討しているが、まだ実現に至っていない。

## 評価

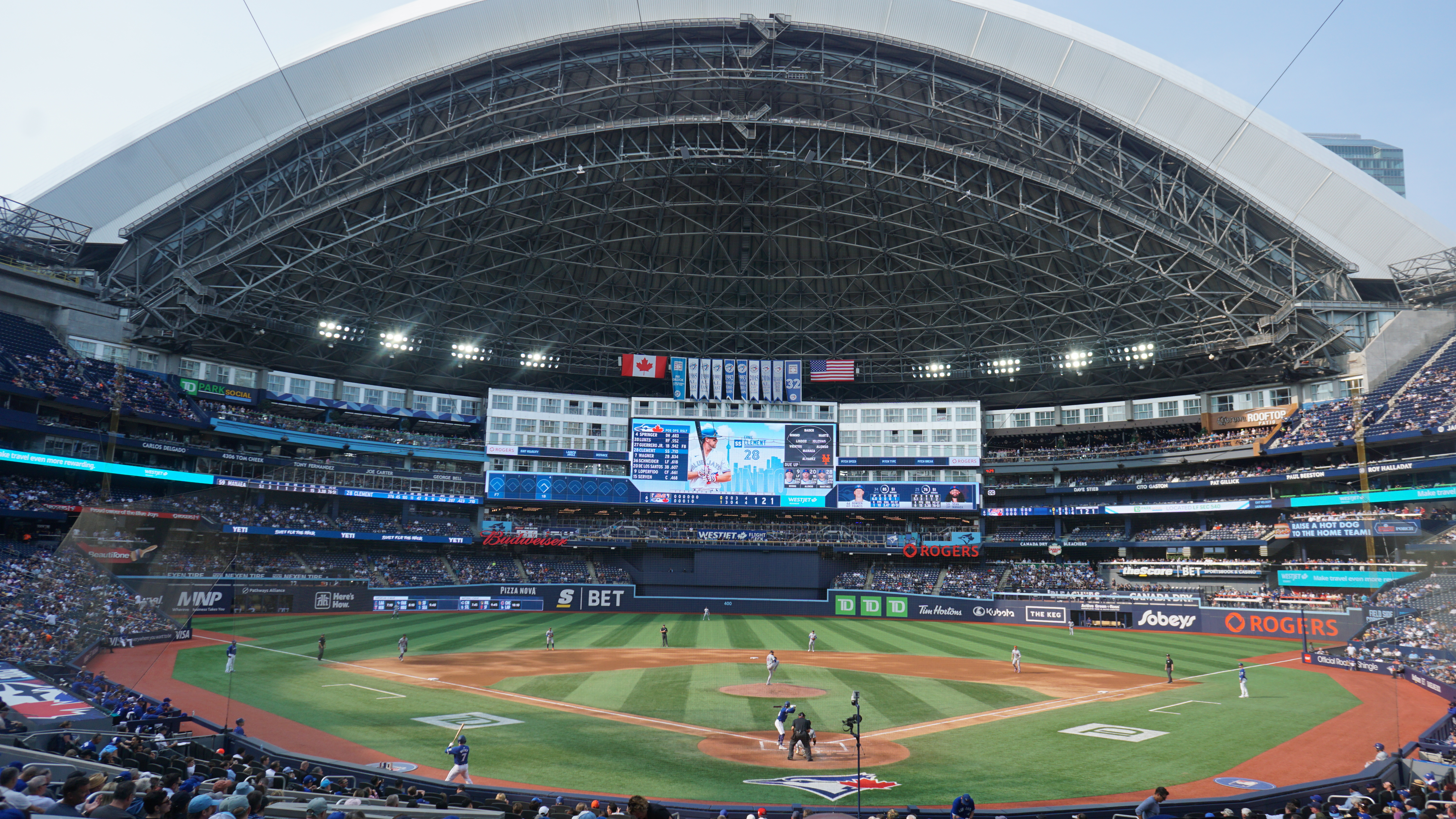
ロジャーズ・センター内部

1960年代後半から続いたアメリカンフットボール兼用の円形球場（クッキーカッター）の最末尾に位置づけられているが、近未来を思わせる建設技術が集結されており、それまでのクッキーカッターとは一線を画している。
メディアでは「世界最高のスタジアム」とたびたび評され、ブルージェイズ全盛期には毎年400万人を超える集客力の一因となった。しかし、1990年代から新古典主義球場が主流となっていくと、やがて時代遅れのようなイメージが持たれていく。そんな中、2005年の名称変更を機にスタジアムの再生が図られている。
スタジアム建設に与えた影響力は大きく、福岡ドームやチェイス・フィールドなどの参考となっている。可動式屋根、試合観戦可能なバーなど設計面、コンセプト面で斬新さを有する。

## 各種イベント

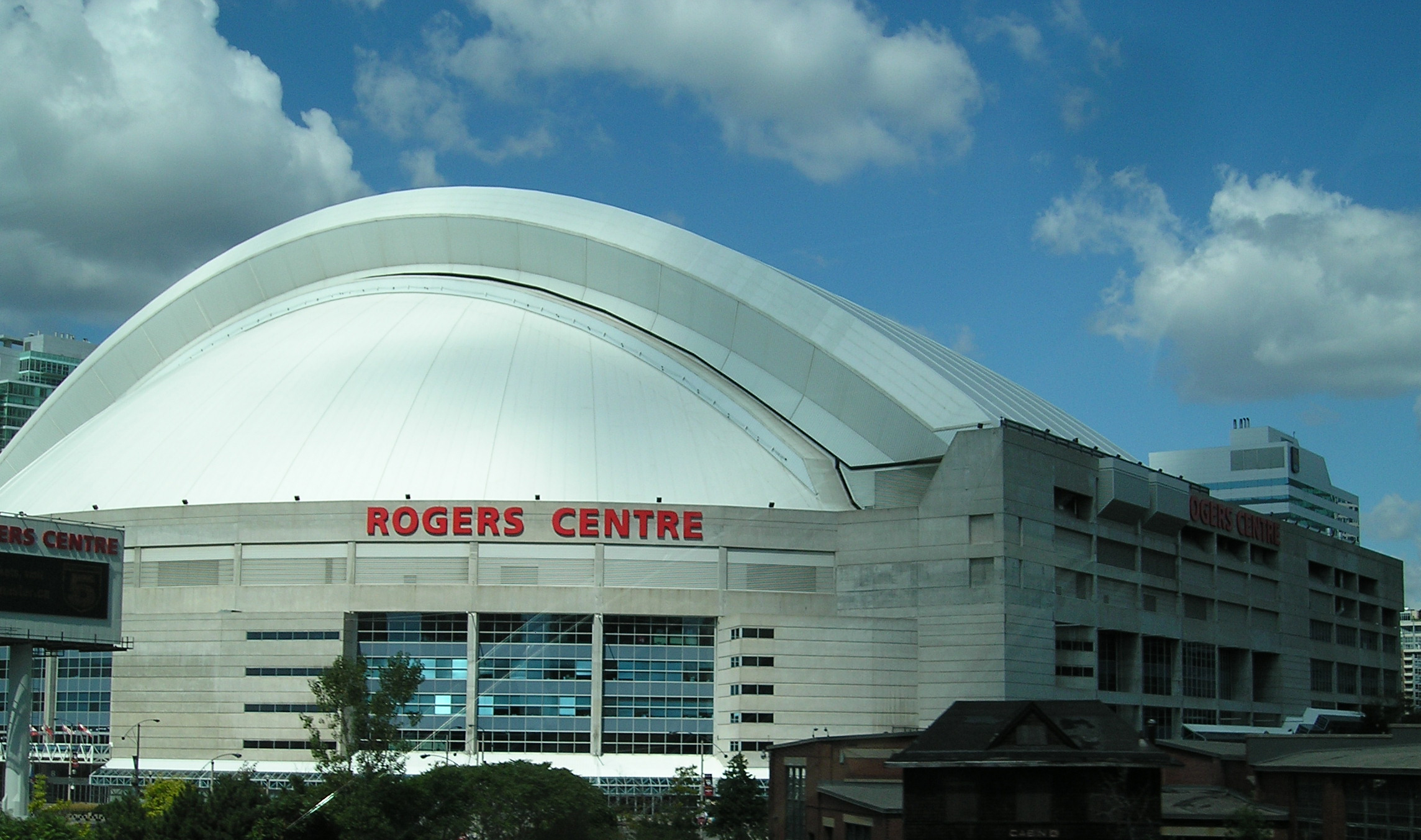
ロジャーズ・センター外観

多目的スタジアムであるロジャーズ・センターでは、様々なイベントが開催されてきた。開催されたイベントには、サッカーやアメリカンフットボールのエキシビション・マッチ、ドノバン・ベイリーとマイケル・ジョンソンの150メートル走対決、地元の高校・大学のスポーツ大会などのスポーツイベントの他、モーターショーや輸入フェスタなどの展示会、プロレス、サーカス、ビッグアーティスト（U2、ローリング・ストーンズ、ガース・ブルックスなど）のコンサート、または著名人（ダライ・ラマ14世、ネルソン・マンデラなど）の講演会など多岐にわたっている。
又、1990年と2002年には、WWEの年間最大の祭典レッスルマニアが開催され、67678人と68237人の超満員の観客を動員している。同大会は、同じ会場で複数開催された事は何例かあるが、5万人を超える規模の会場ではここが唯一である。なお、2002年の大会は同会場の最多観客動員である。
2015年にはパンアメリカン大会の開会式・閉会式が行われた。ただし、IOCの規定により大会期間中は『パンナム・セレモニー・ベニュー』に変更された。

## その他
- 旧称スカイドームのマスコットは亀の「ドーマー（Domer）」だった。
- ロジャーズ・センターは、大リーグの本拠地の中で容積が最も大きく、かつ最も高い。
- ブルージェイズの選手が本塁打を打つとホイッスル（船の汽笛）が鳴る。
- 映画「私ときどきレッサーパンダ」では、終盤で作中登場のアイドルグループ「4⭐︎TOWN」のライブ会場として登場する。